# اثر تقویمی
اثر تقویمی (به انگلیسی: Calendar Effect) یکی از اجزای تقویم اقتصادی است. بر اساس مجموعه‌ای از نظریات، بازارهای مالی در زمان‌های خاصی از سال آبستن تغییرات قابل توجه در قیمت هستند.

## بررسی صحت اثر تقویمی
فعالان بازار به صورت تجربی متوجه چنین اثراتی می‌شوند و همواره از آن‌ها استفاده می‌کنند.

تعدادی پژوهش علمی نیز روی اثر تقویمی انجام شده‌است و صحت آن‌ها را تأیید کرده‌است.

اما اثرات تقویمی تحت شرایط بازار با شدت و ضعف ظاهر می‌شوند. حتی ممکن است منطق یک اثر تقویمی خدشه دار شود، یا یک اثر جدید آثار قدیمی را لغو کند.

## مصادیق اثر تقویمی
نمونه اثرات تقویمی مطرح شده در بازارهای جهانی عبارتند از:
- اثر ژانویه (به انگلیسی: The January Effect)
- اثر اکتبر (به انگلیسی: The October Effect)
- اثر دوشنبه (به انگلیسی: Monday Effect)
- اثر هالووین (به انگلیسی: the Halloween Effect)

در بازارهای مالی ایران نیز می‌توان بر اساس گاه شماری هجری شمسی و گاه شماری هجری قمری اثرات تقویمی زیر را یافت:
- اثر ساعت تسویه
- اثر روز شنبه
- اثر نوروز
- اثر آخر برج
- اثر ماه محرم
- اثر ماه رمضان

## مکانیسم اثر
رفتار مردم و آنچه با پول و وقتشان انجام می‌دهند، بر اقتصاد و بازار اثر می‌گذارد و الگوهایی مشابه در بازار ایجاد می‌کند. روانشناسی توده در زمان‌های خاصی از سال فضای خرید یا فروش را رقم می‌زند. برای نمونه، در شرایطی که داشتن سهام موجب پرداخت مالیات باشد، سهامداران تمایل دارند پیش از پایان سال مالی که مبنای محاسبه مالیات است، تمام سهام خود را بفروشند و پس از آغاز سال مالی بعد، مجدداً سهام خود را خریداری نمایند تا به این ترتیب از پرداخت مالیات معاف بمانند. چنین مکانیسمی می‌تواند فروشندگان سهام را در پایان سال زیاد کند و موجب کاهش قیمت آن شود، و همچنین خریداران سهام را در ابتدای سال زیاد کند و از این طریق به افزایش قیمت آن منجر شود.

مناسبت‌های مذهبی نیز می‌تواند تغییرات جدی در تقاضای بازار ایجاد کرده و از این طریق قیمت‌ها را دچار نوسان کند. برای نمونه، مصرف کنندگان طلای زینتی ایران بر اساس باورهای دینی خود خرید طلا در ماه محرم را خوش‌یمن نمی‌دانند. همین‌طور برگزاری مراسم ازدواج و... در این ماه مرسوم نیست. در مقابل، در اعیاد تقاضای خرید طلا برای مصرف یا هدیه بیشتر می‌شود، که به تغییرات قمیت آن می‌انجامد.

تغییر قیمت در دوره‌های پس از تعطیلی (شروع هفته و شروع سال) نیز می‌تواند چنین توجیه شود که طبق روانشناسی بازار، معامله گران بعد از چند روز تعطیلی با دیدی خوش بینانه به بازار قدم می‌گذارند. لذا موجب تشکیل بازاری مثبت می‌شوند.

## کاربرد
در نظر گرفتن اثر تقویمی به عنوان یکی از اجزای تقویم اقتصادی می‌تواند به بهینه‌سازی تحلیل تکنیکال و تحلیل فاندامنتال کمک به سزایی کند.